# Comandamentul IV Teritorial (1916-1918)
Comandamentul IV Teritorial a fost o structură militară de tip teritorial cu misiuni de asigurare a mobilizării și de generare a forțelor de rezervă pentru unitățile din compunerea Corpului IV Armată. Comandamentul avea în subordine cercurile de recrutare: Piatra Neamț, Bacău, Roman, Fălticeni, Iași, Vaslui, Dorohoi și Botoșani. La mobilizare și pe toată perioada războiului, comandamentul trebuia să asigure completarea efectivelor unităților active din  Diviziei 7 Infanterie, Diviziei 8 Infanterie  și Diviziei 14 Infanterie. Totodată, comandamentul înființa la război următoarele unități de rezervă:  Regimentul 55 Infanterie,  Regimentul 67 Infanterie,  Regimentul 54 Infanterie,  Regimentul 56 Infanterie,  Regimentul 53 Infanterie,  Regimentul 65 Infanterie,  Regimentul 69 Infanterie,  Regimentul 77 Infanterie și  Regimentul 24 Artilerie.:p. 92
La decretarea mobilizării din 14/27 august 1916, comandantul comandamentului, generalul de brigadă Paraschiv Vasilescu a fost mutat comandant al Diviziei 14 Infanterie iar în funcția de comandant al Comandamentului IV Teritorial a fost numit generalul de divizie (rz.) Alexandru Lambrino. În subordinea sa au intrat nou înființatele Comandamente Teritoriale ale Diviziilor 7 și 82 Infanterie, comandate de generalii de brigadă (rz.) Haralambie Cruțescu și Romulus Boteanu.:p. 49
În anul 1917 la comanda comandamentului s-a aflat generalul de divizie Radu Radianu, iar Comandamentele Teritoriale ale Diviziilor 7 și 8 Infanterie au fost comandate de generalul de brigadă Matei Castriș și generalul de brigadă Constantin Petala.:p. 64